# 적도 기니의 국기

적도 기니의 국기 비율 2:3

적도 기니의 국기는 1979년 8월 21일에 제정되었다. 초록색, 하얀색, 빨간색 세 가지 색으로 구성된 가로 줄무늬 바탕에 깃대 쪽으로 파란색 삼각형이 그려져 있으며, 하얀색 줄무늬 가운데에는 적도 기니의 국장이 그려져 있다.
초록색은 나라의 천연 자원과 밀림을, 파란색은 적도 기니의 본토와 섬을 이어주는 바다를, 하얀색은 평화를, 빨간색은 독립을 위한 투쟁을 의미한다.

## 색상
| 색상 | 파랑                | 초록               | 하양                  | 빨강                |
| ---- | ------------------- | ------------------ | --------------------- | ------------------- |
| RGB  | 0–115–206 (#0073CE) | 62–154–0 (#3E9A00) | 255–255–255 (#FFFFFF) | 227–33–24 (#E32118) |

## 이전의 국기

1945년 후의 스페인령 기니 깃발.
초기의 국기 (1968년–1973년)
프란시스코 마시아스 응게마 집권 당시의 국기 (1973년–1979년)